# Сках, Халид
Халид Сках (араб. خالد سكاه‎, родился 29 января 1967 года, Мидельт, Марокко) — марокканский легкоатлет, олимпийский чемпион в беге на 10000 метров.
Халид Сках получил известность после того, как в 1990 и 1991 годах выиграл чемпионаты мира по легкоатлетическому кроссу.
Первым крупным соревнованием на треке, в котором участвовал Сках, был чемпионат мира 1991 года в Токио, где он завоевал бронзу на дистанции в 10000 метров и был шестым на дистанции 5000 метров. Для него это были разочаровывающие результаты, поскольку ранее в том же сезоне он стал первым на дистанции 10000 метров на соревнованиях в Осло, где победил очень сильных соперников, после чего считался фаворитом и в Токио. Однако в финальном забеге на этой дистанции кенийцы Ричард Челимо и будущий чемпион Мозес Тануи применили сложную для соперников командную тактику. А выйдя затем на старт забега на дистанцию 5000 метров Сках, судя по всему, не успел восстановиться. Победивший на этой дистанции Иобес Ондиеки ожидал, что Сках будет его основным конкурентом.
На олимпийских играх 1992 года в Барселоне в финальном забеге на дистанции 10000 метров бо́льшую часть дистанции продолжалась дуэль между Скахом и Ричардом Челимо. Когда они обходили на круг другого марокканского бегуна, Хамму Бутайеба, последний заблокировал Челимо, дав Скаху небольшое преимущество, что позволило ему победить, опередив Челимо на секунду. После забега Сках был обвинён в получении помощи от члена своей команды и дисквалифицирован, однако позже дисквалификация была отменена по техническим причинам. Получая золотую медаль в ходе проходившего на следующий день награждения, Сках был освистан. Челимо же стадион устроил овацию.
В следующем году Сках выиграл забег на 5000 метров на престижных соревнованиях в Цюрихе. Однако на чемпионате мира 1993 года в Штутгарте на этой дистанции он был лишь пятым. В том же сезоне он установил свой единственный мировой рекорд, пробежав две мили за 8:12.17. В 1994 году Сках выиграл чемпионат мира в полумарафоне, а на чемпионате мира 1995 года в Гётеборге стал вторым на дистанции в 10000 метров.
Последним крупным соревнованием для Скаха стали олимпийские игры 1996 года в Атланте, где он был лишь седьмым на дистанции в 10000 метров. В 1997 году он получил гражданство Норвегии, где уже много лет тренировался и жил с женой, гражданкой этой страны. После этого Марокканская легкоатлетическая ассоциация запретила ему участвовать в международных соревнованиях. В 2001 году Сках был восстановлен в правах и попытался вернуть себе славу одного из лучших в мире бегунов на длинные дистанции. На чемпионате мира в полумарафоне в том году он стал лишь десятым, однако позже выиграл забег на 16 километров в Портсмуте.